# Rožňava
Rožňava (în germană Rosenau, în maghiară Rozsnyó) este un oraș din Slovacia cu 19.690 locuitori.

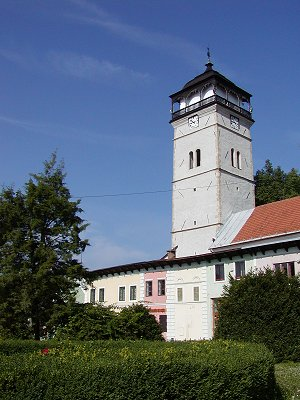
Rožňava

## Demografie
| An:                | 1994   | 2004   | 2014   | 2024    |
| ------------------ | ------ | ------ | ------ | ------- |
| Număr de persoane: | 19.602 | 19.226 | 19.450 | 16.857  |
| Diferență:         |        | −1,91% | +1,16% | −13,33% |

| An:                | 2023   | 2024   |
| ------------------ | ------ | ------ |
| Număr de persoane: | 16.932 | 16.857 |
| Diferență:         |        | −0,44% |